# 아르타마마 1세
아르타마마 1세(산스크리트어: Ṛta-dhaman)는 기원전 15세기 후반의 미탄니의 후르 왕국의 왕(재위:기원전 1410~기원전 1400)이었다. 그는 아르마나 편지에 이집트와 동맹을 한 선조로 언급되어 있다. 그는 그의 아들 슈타르나 2세에 의해 계승되었다. 
| 전 대 사우슈타타르 | 제6대 미탄니 국왕 기원전 1410~기원전 1400 | 후 대 슈타르나 2세 |